# Max Sielaff

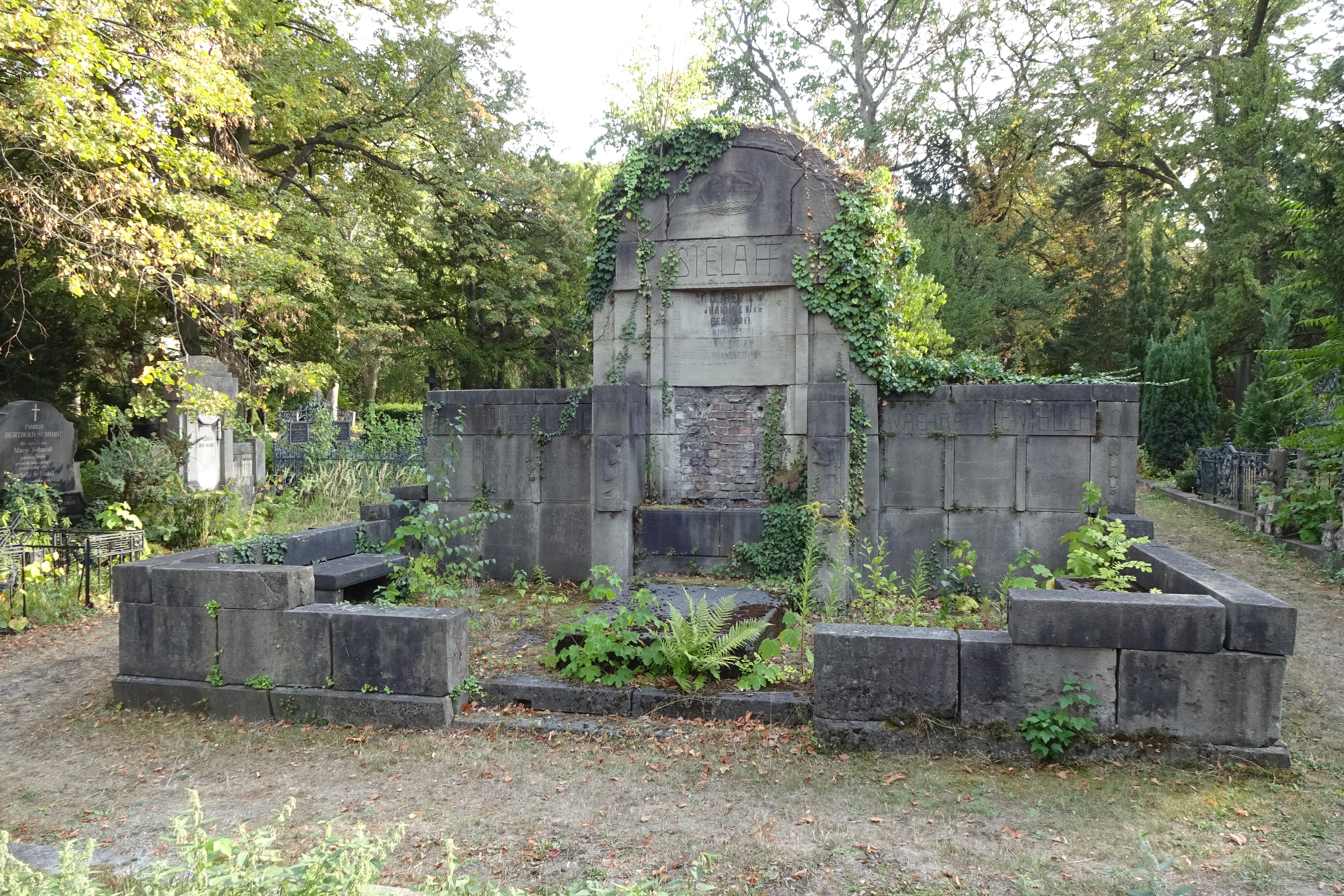
Familiengrab auf dem St.-Jacobi-Kirchhof I in Berlin-Neukölln. Entwurf: K. Spaeth

Max Sielaff (* 16. Juni 1860; † 10. Oktober 1929 in Berlin; vollständiger Name Max Gustav Heinrich Sielaff) war ein deutscher Ingenieur und Unternehmer.
Sein Vater Otto Sielaff war Mühlenbaumeister in Wendisch Silkow in Pommern.
Seit 1884 als Ingenieur und Patentanwalt tätig, begann Max Sielaff in Berlin mit der Fabrikation eiserner Patentfenster. Daraus entstand eine Mechanische Werkstatt für Modellierung und Durcharbeitung von Erfindungen, Internationale Patentverwertung und eine Fabrik patentierter Massenartikel (Spez. eiserne Patent-Fenster, Patent-Rolljalousien, automatische Bier- und Spirituosenhähne, Gummihaut-Pantographen). Nachdem er am 9. Juni 1887 das Patent Nr. 43055 für seinen Selbstthätigen Verkaufsapparat erhielt, spezialisierte er sich auf die Herstellung von Waren-Automaten, Personenwaagen, Kraftmessern und andere mechanischen Gerätschaften. Als der Kölner Schokoladenfabrikant Ludwig Stollwerck das Potential im Verkaufsautomaten erkannte, entwickelte Max Sielaff 1888/1889 zusammen mit ihm einen Verkaufsautomaten, den die Metallwerke Theodor Bergmann in Gaggenau (Baden) im Auftrag des Kölners produzierten. Dieser erste Süßwarenautomat verteilte die Schokoladentäfelchen von Stollwerck zu Beginn der 1890er Jahre bereits an über 10000 Standorten. Aufgrund des großen Erfolgs der Automaten, entschieden Max Sielaff, Stollwerck und Theodor Bergmann sich, zusammen 1894 die Deutsche Automatengesellschaft „DAG“ zu gründen. 1906 wandelte er sein Unternehmen in eine Aktiengesellschaft um, diese Sielaff Maschinenfabrik AG leitete er noch Mitte der 1920er Jahre als Allein-Vorstand.
Max Sielaff heiratete Johanna, die Tochter von Karl Heinrich Eduard Laden, einem Kanzleirat im preußischen Kriegsministerium. Mit ihr hatte er sieben Kinder.
Er leistete seinen Militärdienst im Königlich Preußischen Kaiser-Alexander-Garde-Grenadier-Regiment Nr. 1 in Berlin und schied als Oberleutnant der Reserve aus. In den Revolutionswirren nach dem Ersten Weltkrieg verteidigte er das Berliner Schloss gegen die Bolschewisten.